# 金銑
金銑（1519年—？），字子良，號吾溪，江西南昌府新建縣人，民籍，明朝政治人物。

## 生平
江西鄉試第五十二名舉人。嘉靖二十六年（1547年）中式丁未科進士。兵部觀政，授浙江山阴知县，遷南京国子监助教，歷升南京刑部主事、禮部郎中，出为辰州府、宝庆府知府。

## 家族
曾祖金玉；祖父金曰榮；父金應隆，母余氏。具庆下。弟金镗、金鏞。